# Ferenc Szálasi
Ferenc Szálasi (AFI: [sa:laʃi fɛrɛnts]; Kassa, 6 de enero de 1897-Budapest, 12 de marzo de 1946) fue un destacado político y militar húngaro, especialmente entre los ámbitos nacionalistas húngaros, pronazis y de la extrema derecha. Fue jefe de Estado y primer ministro de Hungría al final de la Segunda Guerra Mundial, estando al frente de un gobierno que encabezó entre el 15 de octubre de 1944 y el 28 de marzo de 1945. Tras ser capturado y juzgado por un tribunal popular, fue ejecutado junto con otros miembros de su antiguo gobierno.

## Biografía

### Primeros años
Nacido en Kassa (actualmente Košice, Eslovaquia) en 1897, hijo de un suboficial del Ejército austrohúngaro de origen armenio-transilvano, su madre era de ascendencia eslovaca y húngara. La familia era humilde y su padre trabajaba en la intendencia del Ejército. Fue él quien cambió el apellido familiar de Salosján a Szálasi sin el permiso formal de las autoridades.
Se graduó en la academia militar de Wiener Neustadt, a la que le envió su padre, en 1915 con el rango de teniente del Ejército austrohúngaro. Fue destinado inmediatamente al frente, donde sirvió hasta el final de la Primera Guerra Mundial, durante treinta y seis meses. Tras el final del conflicto, se instaló en Budapest, donde trabajó como correo para el Ministerio de Defensa.
En 1923 fue enviado a la Escuela del Estado Mayor, donde destacó y donde se graduó en 1925 con el grado de capitán; formó parte del Estado Mayor húngaro hasta 1931, cuando agentes de policía le denunciaron por participar en política. En 1933 ascendió a Mayor.
Su carrera militar se vio interrumpida al publicar un «plan para la construcción del Estado húngaro» que criticaba la política del Gobierno Gömbös. El primer ministro, que se había fijado en él por sus buenos resultados en la academia del Estado Mayor, le desterró a una guarnición de provincias, donde continuó desarrollando su visión política particular. En la remota guarnición, tuvo tiempo de leer a fondo teorías políticas diversas. Los acontecimientos vividos y las circunstancias del momento reforzaron su nacionalismo extremo; abogaba por la expansión del territorio húngaro a las fronteras anteriores al Tratado de Trianon, que en 1920 habían reducido la superficie del país en un 72 %.
Durante esos años, cultivó la amistad del médico militar Henrik Péchy, clarividente y astrólogo que escribió una profética historia del mundo basada en las matemáticas.

### Carrera política

#### Ideología
En el libro en el que describe su ideología, el «hungarismo», resume: «El Hungarismo es un sistema ideológico, es la práctica húngara de una visión nacionalista del mundo y el espíritu del tiempo. No es hitlerismo ni fascismo, ni antisemitismo, es hungarismo». Alabada como una revelación por sus partidarios y rechazada como una fantasía paranoica por sus críticos, la teoría de Szálasi —una de las variantes del fascismo magiar— otorgaba a los húngaros un papel fundamental en el nuevo orden mundial, junto a alemanes —que debían dominar un imperio occidental— y japoneses —que debían hacer lo propio en oriente—. Los húngaros quedarían en una posición intermedia, como señores de una federación europea sudoriental formada por unidades étnicas. La transformación de Europa quedaba, según la teoría de Szálasi, a cargo de los húngaros de acuerdo a los principios que él presentaba como caudillo absoluto de su movimiento político. Antisemita, abogaba por la expulsión de los judíos del país, lo que lo convertía en un moderado entre los fascistas húngaros de la época.
La Hungría de Szálasi debía cubrir no solo el territorio del periodo austrohúngaro, sino también Dalmacia y Bosnia-Herzegovina, unidas a Croacia-Eslavonia como unidad croata federada. En el resto del país —denominado «Gran Patria Carpatodanubiana»—, estaba dispuesto a otorgar cierta autonomía a las minorías siempre que formasen al menos un 80 % de la región. En las zonas más mezcladas, donde el porcentaje de las minorías fuese menor, el control quedaría en manos de los magiares. En Transilvania, una de las regiones que debían conformar el nuevo Estado, la minoría magiar recuperaría su antigua supremacía. El papel dominante del país debía corresponder a los magiares, de los que saldría la elite. El idioma oficial sería el húngaro, si bien las minorías tendrían autonomía educativa, lingüística, gubernamental y económica.
Otorgaba al Ejército un papel crucial como garante de su sistema político. Este, que rechazaba tanto el socialismo como el liberalismo, debía hacer el trabajo obligatorio y abolir las clases privilegiadas. Según el ideario de Szálasi, el modelo económico debía ser el de un capitalismo nacional en el que tanto las huelgas como la ociosidad quedarían prohibidas, así como «la tiranía del dinero». Los labradores sin tierra habrían de convertirse en pequeños propietarios agrupados en cooperativas y se establecería la planificación de la producción agrícola. No aclaró, sin embargo, cómo pensaba realizar la necesaria reforma agraria. La intelectualidad, regenerada, debía dirigir el país.
Católico devoto —a diferencia de algunos de sus principales seguidores—, pensaba implantar la moral cristiana y prohibir el ateísmo. La Iglesia, sin embargo, no debía tener un papel político y la educación debía quedar en manos del Estado. Los únicos matrimonios válidos serían los religiosos y el papel de la mujer quedaba restringido al hogar.
Legalista, deseaba alcanzar el poder mediante elecciones libres, convencido de que si estas tenían lugar sería elegido para presidir el Gobierno. Opuesto al Parlamento elegido mediante votaciones amañadas, respetaba, empero, el puesto del regente. Esperaba instaurar un sistema similar a que existía en Italia entre Mussolini y el rey Víctor Manuel III. Convencido de su destino como caudillo del hungarismo, deseaba recuperar la figura del palatino, con poderes dictatoriales. Místico alejado de la gestión del partido, participaba en sesiones espiritistas y se hallaba convencido de poseer una «fuerza secreta» que le permitiría implantar su modelo político.

#### Organización política
Szálasi se concentró en la definición ideológica de su movimiento político, mientras que la gestión y la organización quedaron en manos del presidente del partido, el joven periodista Kálmán Hubay. Bajo ellos se situaba jerárquicamente una serie de departamentos, parcialmente clandestinos.
El número de miembros del partido varió notablemente durante su existencia y no se tienen datos concretos. Se calcula que en septiembre de 1935 la formación contaba con unos ocho mil miembros, unos ciento diecinueve mil en abril de 1937, ciento dieciséis mil a finales de 1940, menos de cien mil en diciembre de 1943 y alrededor de medio millón en septiembre de 1944. La organización era principalmente obrera; alrededor de la mitad de la formación lo era —gracias al apoyo de los trabajadores no cualificados o desempleados y los artesanos—, mientras que los labradores miembros apenas alcanzaban alrededor del 10 % del total.

### Primeros años en la política húngara
Tras rechazar participar en las elecciones en las filas del partido gubernamental, en marzo de 1935 dejó el Ejército y fundó el Partido de la Voluntad Nacional (Nemzeti Akarat Pártja) junto con Sándor Csia, con más que modestos resultados en su primera candidatura para el Parlamento en abril de 1936 en la circunscripción de Pomáz, donde obtuvo 942 votos de 12 051. Después de dos derrotas electorales, decidió no volverse a presentar nunca a unas elecciones.
El partido fue creciendo poco a poco y en 1937, tras una visita de Szálasi y Csia a la Alemania Nacional Socialista que le causó una profunda impresión, modificó su estrategia, anteriormente dirigida fundamentalmente hacia las clases medias y empleados públicos, para orientarla a captar la atención de la clase trabajadora. Los eslóganes del partido cambiaron pasando a estar dirigidos hacia demandas de "justicia, trabajo, respeto" para los "trabajadores húngaros", presentándose como el "liberador de los grilletes de los sindicatos socialdemócratas-comunistas y de las garras del capitalismo feudal y la judería". El atractivo del partido se fundaba tanto en la personalidad de Szálasi —extrañamente austero para lo habitual en la política húngara, preocupado por la situación de los más humildes e inflexible—. como en su programa de cambio social y en su nacionalismo. El partido se hallaba dividido, no obstante, en dos corrientes claras: la «obrera», formada por personas de origen obrero, incluso antiguos socialistas y comunistas, y la de clase media, a menudo formaba por oficiales de baja graduación o funcionarios. Contaba asimismo con notable apoyo entre los altos oficiales del Ejército, en parte debido al pasado militar de Szálasi.
En abril de 1937, el Gobierno del regente almirante Miklós Horthy prohibió su partido y fue condenado a tres meses de cárcel por agitación antisemita, que no cumplió. Tras ser liberado por la policía y viajar a Alemania, fusionó temporalmente varios grupos políticos extremistas en torno a sí, fundando el Movimiento Hungarista-Partido Nacional Socialista Húngaro (Magyar Nemzeti Szocialista Párt-Hungarista Mozgalom), con una marcada ideología nacionalista, antisemita y totalitaria, con el que comenzó a cosechar un soporte considerable entre las clases trabajadoras. Antes de la efímera unión de partidos de extrema derecha, su propio partido había crecido hasta los veinte mil afiliados. En octubre, la coalición de partidos nacionalsocialistas realizó una gran manifestación en la capital, poco antes de escindirse. La muerte de Gömbös facilitó el crecimiento del partido y la conversión de Szálasi en el principal dirigente fascista húngaro del momento, a pesar de que la imagen pública no se correspondiese exactamente con su ideario —se le consideraba más antisemita, filogermano y hostil al regente de lo que era en realidad en aquel momento—. A finales de noviembre y tras una torpe maniobra de la coalición fascista que pareció amenazar la posición del regente, se le volvió a arrestar y a condenar, aunque tampoco cumplió la sentencia.
Mal orador y organizador, se le admiraba por su sinceridad y honestidad personal (algo poco corriente en la política húngara de entreguerras). Idealista, en realidad no controlaba el partido, ni su organización, ni su financiación ni sus actividades, dedicado casi en exclusiva a diseñar su proyecto político. En sus frecuentes viajes por todos los puntos del país, causaba admiración entre sus partidarios al recordarles por sus nombres. También fue muy admirado por las mujeres. Su mayor apoyo, sin embargo, fue el de los oficiales del Ejército, deseosos de cambios políticos y sociales que preparasen a Hungría para tomar parte en la futura guerra al lado de Alemania. Szálasi trató en vano que el regente aboliese el Parlamento y le nombrase primer ministro.
Tras la anexión alemana de Austria en marzo de 1938, sus actuaciones se radicalizaron y Szálasi fue detenido por la policía por orden del nuevo primer ministro Béla Imrédy, encarcelado y condenado a tres años de trabajos forzados y cinco de pérdida de derechos civiles en la prisión de Csillag en Szeged por subversión, en agosto de ese año. Para lograrlo, Imrédy había montado una campaña de ataques a la esposa del regente con ayuda de la policía secreta que parecía partir del partido de Szálasi para inculpar a este. Pasó dos años en la cárcel. Su estancia en prisión incrementó su popularidad, manteniéndose influyente en la política húngara, aunque muy perseguido. El partido creció enormemente y pasó de unos diez o veinte mil miembros a unos doscientos o trescientos mil durante el primer año de prisión de Szálasi. El grueso de los nuevos miembros era obrero, campesino pobre o de clase media baja. La organización, sin embargo, quedó controlada por Emil Kovarcz, veterano miembro del destacamento Ostenburg y asesino de Béla Somogyi y Béla Bacsó, que impuso tácticas terroristas. Los intentos de Kovarcz de hacerse con el control de la capital mediante manifestaciones y ataques a la comunidad judía durante el otoño de 1938 fracasaron, tanto por el escaso apoyo de los nuevos militantes como por la decidida reacción de las autoridades.
Antes de su arresto, Szálasi entró en contacto con los servicios de seguridad alemanes instalados en la Austria anexionada, que solicitaron en vano su acuerdo para obtener los territorios que habitaba la minoría alemana. A pesar de la negativa de Szálasi y de que los alemanes preferían a otros grupos fascistas con menor apoyo popular, comenzaron a financiar su partido. Italia, por el contrario, se negó a sostener financieramente a la organización.

### El camino al poder

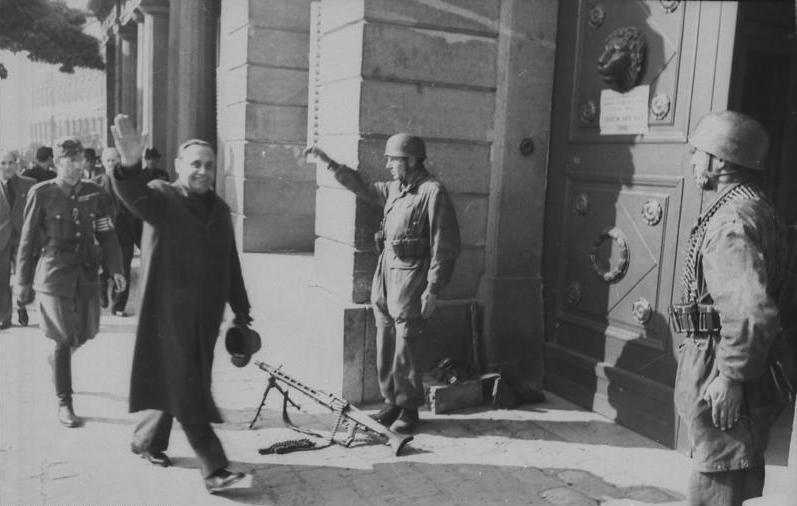
Szálasi dirigiéndose al ministerio de defensa, seguido por un miembro de la Cruz Flechada, en octubre de 1944.

Ante la radicalización de las acciones del partido, el nuevo primer ministro Pablo Teleki, aristócrata conservador, disolvió el partido y proclamó la ley marcial el 24 de febrero de 1939.
Durante su estancia en prisión, su substituto, Kálmán Hubay (editor del diario de extrema derecha Függetlenség), fundó el 8 de marzo de 1939 el Partido de la Cruz Flechada (Nyilaskeresztes Párt), como sucesor del Movimiento Hungarista-Partido Nacional Socialista Húngaro. En las elecciones de 1939, realizadas con sufragio secreto (recién restaurado), obtuvo treinta y un escaños en el Parlamento húngaro y se convirtió en el segundo partido más votado de Hungría. Los partidos nacionalsocialistas en su conjunto obtuvieron 49 escaños, frente a los 183 del partido del Gobierno. La oposición liberal y socialista se hundió. El éxito fue aún mayor en votos, consiguiendo 750 000 de los 2 000 000 de votos totales. El Partido de la Cruz Flechada se convirtió en la verdadera oposición al gobierno conservador de Horthy.
Liberado con la amnistía general del 30 de agosto de 1940, tras el Segundo arbitraje de Viena, regresó a la política como caudillo del Partido de la Cruz Flechada, pero empezó a perder fuerza por la competencia del partido de extrema derecha encabezado por el antiguo primer ministro Béla Imrédy, el Partido de la Renovación Húngara (Magyar Megújulás Pártja), así como por disputas internas, las escisiones y la determinación del Gobierno para conservar el poder.
Con el estallido de la Segunda Guerra Mundial, el Partido de la Cruz Flechada fue prohibido por el primer ministro Pál Teleki, forzando a Szálasi a operar en secreto, buscando el apoyo de los alemanes.
El 19 de marzo de 1944, las tropas alemanas invadieron Hungría cuando el frente se acercaba sus fronteras. El progermano Döme Sztójay se convirtió en primer ministro. El nuevo Gobierno legalizó el Partido de la Cruz Flechada pero a finales de agosto Sztójay fue relevado al frente del Consejo de Ministros por el general Géza Lakatos. Los partidos políticos quedaron disueltos, lo que complicó, junto con los problemas de comunicaciones por la cercanía del frente y los bombardeos de los Aliados, la supervivencia del partido. El 29 de agosto, Szálasi se entrevistó con Horthy y este rechazó sus propuestas; desilusionado, Szálasi decidió oponerse al regente y tomar el poder con la ayuda de los alemanes que prefirieron, no obstante, respaldar por el momento al nuevo Gobierno de Lakatos. Después de entrevistarse con este el 31 de agosto y mostrar su deseo de robustecer la decisión del nuevo gabinete de continuar cooperando con el Reich, se retiró dos semanas a una localidad a orillas del lago Balatón. Miklós Horthy ordenó de nuevo la detención de Szálasi.

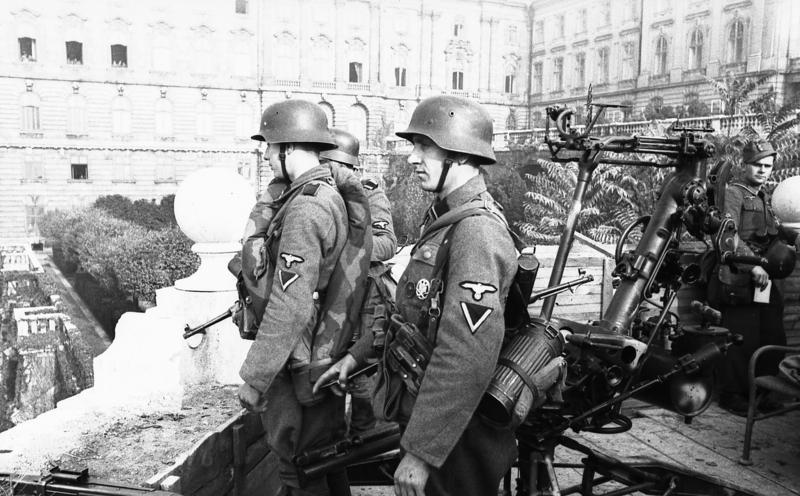
Tropas alemanas en Budapest durante la toma del poder en octubre de 1944.

En septiembre, tropas soviéticas cruzaron la frontera húngara y el 15 de octubre, tras el anuncio de Horthy de la firma de un armisticio entre Hungría y la Unión Soviética, que fue ignorado por el Ejército húngaro, los alemanes lanzaron la Operación Panzerfaust, secuestraron al hijo de Horthy (forzando al regente a derogar el armisticio) y depusieron a este. El Parlamento entonces votó a Szálasi como primer ministro y jefe del Estado, tras lo que Szálasi juró el 3 de noviembre de 1944 ante la corona de San Esteban como Líder de la Nación Húngara (Nemzetvezető).

### En el poder
Bajo su gobierno, como aliado estrecho de Alemania, continuó la deportación de población judía que residía en Budapest (la mayoría había sido ya enviada a los campos de concentración durante el mandato de Sztójay), que había sido suspendida por Horthy, a pesar de que el propio Horthy se mostraba contrario. Durante este tiempo se estableció el llamado «gueto internacional» en Pest, que permitió dar cobertura diplomática y proteger a parte de la población judía, pese a la oposición de los alemanes que consideraban ilegales los pasaportes expedidos. Más de cincuenta mil judíos fueron deportados en pleno invierno por Eichmann a la frontera austriaca, donde se los obligó a construir a toda velocidad fortificaciones para contener el avance soviético. Solo ciento veinticuatro mil judíos fueron liberados en Budapest por los soviéticos, doscientos mil en toda Hungría.

### La caída
La oposición al ejército rojo fue caótica y dificultada por la resistencia. En diciembre de 1944, Béla Miklós forma un Gobierno Provisional al amparo de los soviéticos. El 24 de diciembre, Budapest queda rodeada y abandonada por el Gobierno de Szálasi (11 de diciembre de 1944), que marchó al oeste, a Kőszeg, cerca de la frontera austriaca, dejando la defensa de la ciudad en manos de las SS y miembros de la Cruz Flechada. La ciudad, aún con ochocientos mil habitantes, cayó el 13 de febrero de 1945, lo que puso fin a la batalla de Budapest. El 20 de enero de 1945, representantes del Gobierno Provisional Húngaro firmaron un armisticio en Moscú. El 29 de marzo de 1945 el Gobierno de Szálasi —enfrascado en la redacción de sus voluminosas memorias— abandonó el territorio húngaro junto con el Parlamento. El ejército alemán y los restos del ejército húngaro le siguieron a los pocos días (4 de abril de 1945). El Gobierno continuó su actividad en Alemania hasta ser arrestado por el ejército norteamericano en Augsburgo.
El 3 de octubre de 1945 fue entregado a las nuevas autoridades húngaras en Budapest, donde el 1 de marzo de 1946 fue juzgado en sesiones públicas por un tribunal popular. Fue condenado a la horca por crímenes de guerra y alta traición y ejecutado el 28 de marzo de 1946.